# 塞罗内格罗火山
塞羅內格羅是尼加拉瓜的活火山，在1850年4月13日形成，是中美洲最新的火山，至今火山爆發約23次。塞羅內格羅最近一次爆發在1999年8月，原因是板塊活動引發的3次地震。

## 外部連結
- Climbing the Cerro Negro （页面存档备份，存于）